# Šindži Hosokawa
Šindži Hosokawa (japonsky 細川 伸二), (* 2. ledna 1960 v Ičinomiji, Japonsko) je bývalý japonský zápasník – judista, olympijský vítěz z roku 1984.

## Sportovní kariéra
Jeho sportovní a později trenérská kariéra je spojena s univerzitou v Tenri. Jeho osobní technikou bylo tomoe-nage. V roce 1984 se prosadil na pozici reprezentační jedničky v superlehké váze, zajistil si účast na olympijských hrách v Los Angeles a bez většího zaváhání získal zlatou olympijskou medaili. Po zisku titulu mistra světa v roce 1985 se rozhodl ukončit sportovní kariéru, ale v roce 1987 se na tatami vrátil. V roce 1988 si opět zajistil nominaci na olympijské hry v Soulu a měl i příjemné nalosování. Bez větších problémů se dostal do semifinále, kde však nedokázal najít recept na dobře bránícího Američana Kevina Asana. Při hantei ho rozhodčí nepodpořili a musel se tak smířit s bojem o třetí místo, ve kterém uspěl a získal bronzovou olympijskou medaili.

## Výsledky
| Turnaj            | 1984            | 1985            | 1986            | 1987            | 1988            |
| Turnaj            | 24              | 25              | 26              | 27              | 28              |
| Turnaj            | superlehká váha | superlehká váha | superlehká váha | superlehká váha | superlehká váha |
| ----------------- | --------------- | --------------- | --------------- | --------------- | --------------- |
| Olympijské hry    | 1.              |                 |                 |                 | 3.              |
| Mistrovství světa |                 | 1.              |                 | 2.              |                 |

## Podrobnější výsledky

### Olympijské hry
| Rok      | Kategorie       |  | 1/64      | 1/32                            | 1/16                              | čtvrtfinále                    | semifinále                      | o bronz                       | finále                      |
| -------- | --------------- |  | --------- | ------------------------------- | --------------------------------- | ------------------------------ | ------------------------------- | ----------------------------- | --------------------------- |
| LOH 1984 | superlehká váha |  | x         | výhra – 1:56/tng João Neves     | výhra – 2:58/tng Luiz Shinohara   | výhra – yuk/tng Felice Mariani | výhra – 0:51/ysg Neil Eckersley | —                             | výhra – 1:09/ysg Kim Če-jop |
| LOH 1988 | superlehká váha |  | volný los | výhra – 0:35/? Abbão Bartolomeu | výhra – 1:23/? Salvador Hernández | výhra – 0:42/? Čang Kuo-ťün    | prohra – (yus) Kevin Asano      | výhra – 1:08/? Šao Caj-čchuan | —                           |

### Mistrovství světa
| Rok     | Kategorie       |  | 1/64       | 1/32                  | 1/16                    | čtvrtfinále         | semifinále              | finále            |
| ------- | --------------- |  | ---------- | --------------------- | ----------------------- | ------------------- | ----------------------- | ----------------- |
| MS 1985 | superlehká váha |  | x          | volný los             | výhra Sergio Pessoa st. | výhra Pak Čchol-han | výhra Tamás Bujkó       | výhra Peter Jupke |
| MS 1987 | superlehká váha |  | volný lost | výhra Peter Kittinger | výhra Ču Fang-čching    | výhra Kevin Asano   | výhra Sergio Pessoa st. | prohra Kim Če-jop |